# Donnie Jones
Pour les articles homonymes, voir Jones.
(en) Statistiques sur pro-football-reference
Donnie Jones (né le 5 juillet 1980 à Baton Rouge en Louisiane) est un joueur américain de football américain qui évolue en tant que punter.

## Biographie
Jones a joué comme punter pour l'équipe des Tigers à l'Université d'État de Louisiane de 2000 à 2003. Il est sélectionné par les Seahawks de Seattle lors de la draft 2004 de la NFL en 224e position. 
Il éprouve toutefois des difficultés à sa première saison en ne jouant que 6 parties avec une moyenne de 38 yards par punt avant d'être remplacé par Ken Walter. Libéré par les Seahawks, il est réclamé en 2005 par les Dolphins de Miami. Après deux saisons à Miami, il signe un contrat de 5 ans avec les Rams de Saint-Louis en 2007. 
Il joue ensuite la saison 2012 avec les Texans de Houston avant de signer avec les Eagles de Philadelphie. Il remporte le Super Bowl LII après la victoire des Eagles contre les Patriots de la Nouvelle-Angleterre. Il annonce son retrait de la compétition après ce triomphe, mais sort de sa retraite quelques mois plus tard lorsqu'il signe avec les Chargers de Los Angeles en octobre 2018.